# Азупирану
Азупирану е град в Древна Месопотамия. Точното му местоположение не е известно. В текст от Новоасирийско царство се твърди, че автобиографията на Саргон Велики, града е наричан просто Родното място на Саргон и е описан, че се „намира на брега на Ефрат.“ 
Името е Аккадско и и означава „град на шафрана“.